# TENGA (企業)
株式会社TENGA（てんが、英: TENGA Co., Ltd.）は、東京都中央区に本社を置くアダルトグッズの製造販売を行う企業。

## 概要
自動車整備を経て、静岡県で中古車販売に従事していた松本光一が、ものづくりに専念するため34歳で脱サラ。高品質なアダルトグッズにビジネスチャンスを見出し、1000万円を元手として2005年3月25日に有限会社典雅を設立。2005年7月よりオナホール「TENGA」を発売した。2006年に株式会社に組織変更。
「典雅」とは「整っていて上品なさま。みやびなさま」を表す形容動詞であり、通常は着物や日本舞踊を讃えるために用いられる。この社名はアダルトグッズに対する一般的なイメージを覆し、高品質な製品を作るという決意のもと名付けられた。
2007年9月より、全国の薬局・ドラッグストアにて、コンドーム製造のオカモトとのコラボレーション・ブランドである「OKAMOTO×TENGA」を販売開始。
2010年11月には、アパレルブランドのRoen、VANQUISH、SWAGGER、XLARGER、roarとコラボレーションし、STOP AIDSを訴える限定商品の販売を開始。
2012年3月には、TENGA 3Dシリーズが、ドイツのノルトライン・ヴェストファーレン・デザインセンターが主催する「レッド・ドット・デザイン賞プロダクトデザイン2012」（red dot award: product design 2012）を受賞。
同社の商品開発担当取締役である佐藤雅信は、2008年、2009年のマスターベータソン（マスターベーションの世界大会）耐久時間男性部門王者にして世界記録保持者である。大会では道具の持ち込みが認められており、佐藤は後述の自社製品を持ち込んでいる。
2013年2月4日、女性向けのセルフプレジャーグッズ（バイブレータ）「iroha」を発表。公開された「YUKIDARUMA」「HANAMIDORI」「HINAZAKURA」は、和風の製品名称と柔らかな意匠をこしらえたものとなっている。
2016年5月16日には、男性の妊活に関する興味・関心を向上させることを目的として、妊活スマートフォン用精子観察キット「メンズルーペ」を発売。
2023年4月7日、登記上の商号を株式会社TENGAに変更した。

## 会社沿革
2005年
- 3月25日 - 有限会社典雅として設立
- 7月7日 - TENGA スタンダード5種を発売

2007年
- 6月 - 身体障害者用のカフを開発

2008年
- 3月8日 -「FLIP HOLE/HOLE LOTION」を発売
- 10月 -「TENGA EGG」を発売

2009年
- 9月17日 - 日本性機能学会にて、「射精障害患者」に対し、TENGAをリハビリツールとして使用した症例結果を発表

2010年
- 12月8日 - 入力者自身のサイズ・好みに応じた最適なTENGA CUPを見つけることができる、「TENGA FITTING」をTENGA公式サイト内にオープン
- 11月1日 - 12月1日の世界エイズデーに向け、人気アパレルブランド5社とのコレボレーションTENGAカップを販売し、全収益220万円をレッドリボン（エイズ予防財団）に寄付

2011年
- 2月10日 - TENGAを題材にした書籍『TENGA論～マスターベーションを解放した男たち～』が竹書房にて発売
- 8月5日 -「TENGA 3D」5種を発売
- 8月5日〜7日 - TENGA初の展示会「TENGA展 〜TENGA 3D MUSEUM OF ART〜」を開催
- 8月 - 公式Androidアプリ「FURI FURI TENGA」をリリース

2012年
- 3月 - TENGA 3Dシリーズが、世界最大級のデザイン賞である「レッド・ドット・デザイン賞プロダクトデザイン2012」を受賞。男性用マスタベーショングッズが受賞するのは史上初。
- 4月2日 -「TENGA FITTING」 ユーザー50万人突破。使用ユーザー50万件のデータから算出された日本人男性の平均ペニスサイズを公開。
- 6月21日 - 夏季限定商品として「TENGA Cool EDITION」（限定品）を発売
- 6月28日 - TENGA×Keith Haringのコラボレーション商品をアメリカで先行発売
- 10月20日 - TENGA×Keith Haringのコラボレーション商品を日本国内で販売

2013年
- 2月21日 -「PlayGEL」3種を発売
- 3月3日 - TENGA初の女性向けアイテム「iroha」3種を発売
- 9月 - 累計出荷本数が3,000万本突破
- 10月10日 - TENGA初のカップル向けアイテム「VI-BO」5種を同時発売

2014年
- 5月1日 - ポケットサイズの薄型TENGA「POCKET TENGA」を発売（3種）
- 7月18日 -「TENGA FITTING（フィッティング） PC版」の100万人診断突破を記念し、操作性、SNS連携性を向上したスマートフォン版をリリース
- 9月27日 - NPO法人海さくらと合同で、「子供にゴミは拾わせない!大人のゴミを大人が拾う!海さくら18禁ゴミ拾い」を神奈川県・江の島で開催

2015年
- 3月28日 - TENGA初の男性用電動アイテム「バキュームコントローラー」発売
- 4月9日 -「TENGA CONDOM」を発売
- 11月12日 -「HOT TENGA」を発売
- 12月22日 - 日本初、TENGAプロデュースによる専門フロア「TENGA SHOP」が、大阪難波の買取りまっくすなんば店にオープン。その後全国へ展開。
- irohaとiroha FITが『レッド・ドット・デザインアワード プロダクトデザイン2015』を受賞

2016年
- 3月30日 - 園子温 展「ひそひそ星」に協賛。園がデザインしたTENGA EGG&Tシャツを限定発売
- 5月16日 - スマートフォン用精子観察キット「メンズルーペ」発売
- 9月 - TENGA USA設立。韓国支店を設立
- 9月29日 - TENGAプロデュースによるヴィレッジヴァンガード店内特設コーナー『TENGA VILLAGE』がヴィレッジヴァンガード下北沢店にオープン
- 11月11日 - TENGA初のエナジーゼリー飲料「TENGA MEN'S CHARGE」発売
- 11月 - 台湾支店を設立。株式会社TENGAヘルスケアを設立

2017年
- 3月3日 - 女性向けセルフケアブランド「iroha INTIMATE CARE」を立ち上げ。同時にデリケートゾーン専用ソープ「iroha INTIMATE WASH」を発売
- 3月21日 - エナジードリンク「TENGA NIGHT CHARGE」を発売
- 7月3日 - 東京都港区麻布十番に本社移転
- iroha+とSVRが『レッド・ドット・デザインアワード プロダクトデザイン2017』を受賞。irohaのパッケージが『トップアワードアジア2017』を受賞

2023年
- 4月7日 - 登記上の商号を株式会社TENGAに変更

## 展開ブランド

### TENGA
2005年7月7日に発売した、男性やカップル向けのアダルトグッズとして展開をしているブランド。社名を冠したオナホールTENGAは同社の主力商品である。

#### VI-BO
2013年10月10日発売。初となるカップル向けのバイブレータ。キャッチコピーは「LOVE & VI-BO !」。「BASE BALL（ベース・ボール）」という振動体と5種類のアウターカバーの組み合わせの5種展開。BASE BALLは生活防水。ボタン電池3個で動作し、オンオフボタン1個というシンプルなもの。
- VI-BO FINGER BALL - オレンジ色のアウターカバー、BASE BALL1個。指にはめて使う。
- VI-BO RING BALL - 青いアウターカバー、BASE BALL1個。根元にはめて使う。
- VI-BO HAND BALL - 赤のアウターカバー、BASE BALL1個。指にはめて使う。
- VI-BO TWIN BALL - 黄色のアウターカバー、BASE BALL2個。自由に曲げて2ヵ所に使う。
- VI-BO STICK BALL - 紫色のアウターカバー、BASE BALL2個。アウターカバー用のカバーも付属。

### iroha
2013年2月4日にリリース発表、同年3月3日に発売を開始した女性向けのバイブレータシリーズで、「女性らしくを、新しく」をキャッチコピーとして展開している女性向けセルフプレジャーアイテムブランド。諸外国で発売されているビジュアル重視で要求性能（安全性、充電式、静音、防水性、洗浄の簡易さなど）も同等のバイブレーターの中でも比較的安価な部類に入る。

#### iroha
2013年3月3日発売。防水構造で、埃が付きにくい表面加工が施してある。非接触充電式。2ボタン。
- YUKIDARUMA（ゆきだるま） - 白いだるま型。振動を楽しむのに加えて、先端部を挿入して使えるタイプ。
- HANAMIDORI（はなみどり） - みどり色の丸形。全体をあてがったり、先端部で振動を楽しんだりするタイプ。
- HINAZAKURA（ひなざくら） - ピンク色の二股型。2つに割れた先端部で、つまんだりする使い方ができるタイプ。

#### iroha mini
2013年10月28日発表、2013年12月20日発売。女性向けのバイブレータ。防水構造･防塵素材はirohaと同じだが、充電式ではなく単4電池1個で動作する。形･機能は同じの色違いで3種展開。1ボタン。
- FUJILEMON（ふじれもん） - 上部が紫、下部は黄色。
- UMEANZU（うめあんず） - 上部がショッキングピンク、下部はピンク。
- SORAMIKAN（そらみかん） - 上部が水色、下部はオレンジ。

#### iroha FIT
2014年4月に発表、2014年8月7日発売。女性向けバイブレータ。防水構造･防塵素材。充電式。2ボタン。
- MIKAZUKI（みかづき） - 細身でしなやかな三日月形。
- MINAMOZUKI（みなもづき） - 風にゆれる水面のような波型。

### TENGAヘルスケア
2016年秋に社内ベンチャーとして立ち上げた、ヘルスケア分野に特化したブランド。

### iroha INTIMATE CARE
2017年3月3日に発売を開始した、女性向けセルフケアブランド。

## グループ会社
- 株式会社TENGAヘルスケア - 2016年11月に設立。セクシャルウェルネスをサポートする医療/福祉向け等製品/サービスの開発、公衆衛生を含めた性教育の支援と情報提供、人類のセクシャルウェルネスの向上に貢献する研究活動等を行っている。

## メディア露出

### 連載誌
- FLJ “TENGA FRIENDS” - TENGAと縁のあるゲストがTENGAについて語る。
ゲスト
長島☆自演乙☆雄一郎　武藤敬司　原口あきまさ　深水元基　カンニング竹山　漫☆画太郎　佐々木大輔　熊篠慶彦
- Rolling Stone “SHAKE☆TENGA” - TENGAと縁のあるミュージシャンがTENGAについて語る。
ゲスト
佐藤タイジ　大槻ケンヂ　SHUN（TOTALFAT）　マキシマムザ亮君　みうらじゅん　DJ WATARAI　ZEBRAHEAD　K DUB SHINE　峯田和伸（銀杏BOYZ）　リリー・フランキー
- Rolling Stone “SHIKO-TALK” - ケンドーコバヤシがオナニーをテーマにした連載

### 提供番組
- 今夜もハッスル（サンテレビ） 2009年5月2日開始 ※放送終了
- 鷹なり天国（チバテレ、TOKYO MX） 2009年11月5日開始 ※放送終了
- そこツボ（チバテレ、TOKYO MX） 2010年4月1日開始 ※放送終了
- そこウサ（チバテレ、TOKYO MX） 2011年4月7日開始 ※放送終了

上記の4番組はいずれもTENGAがコーナースポンサーとなっている。コーナー内容は視聴者から寄せられた悩みに対して出演者がコメントをし、悩みの投稿者にはTENGA商品がプレゼントされるという内容である。
- TENGA Presents Midnight World Cafe 〜TENGA茶屋〜（FM OSAKA） 2012年4月7日開始

### 映画
- モテキ
- 大仏廻国 The Great Buddha Arrival[10][11]

### ドラマ
- みんな!エスパーだよ!（テレビ東京）

## CSR

### 障害者の性
作業療法士と共同でカフ（自助具）の開発を行ったり、特定非営利活動法人ノアールの活動をサポートするなど、身体障害者の性に関する問題にも取り組んでいる。

### 射精障害の治療への協力
射精障害になる経緯は様々なものがあるが、過度に圧をかける刺激の強いオナニーによって、膣内射精が困難になるという例がある。TENGAカップシリーズを使用し、刺激の強いハードタイプからスタンダードタイプ、ソフトタイプ、と弱い刺激にシフトすることで射精障害を改善しようとする試みがあり、日本性機能学会でも発表された。

### RESPECT YOUSELF PROJECT[7]
STOP AIDSの啓発活動とエイズ予防の支援を目的としたチャリティープロジェクト。アパレルブランドとコラボレーションした限定商品を販売し、全収益（220万円）をレッドリボン（財団法人エイズ予防財団）に寄付した。